# Kostel Povýšení svatého Kříže (Město Libavá)
Kostel Povýšení svatého Kříže je římskokatolický farní kostel římskokatolické farnosti Město Libavá, která se nachází na katastrálním území obce Město Libavá v okrese Olomouc. V roce 2017 byl kostel Ministerstvem kultury České republiky prohlášen kulturní památkou České republiky.

## Historie
První písemná zmínka o dřevěném kostele opevněném kamennou zdí a faře jsou z roku 1528 a další je z roku 1541. Kostel je postaven ze smíšeného zdiva s větším podílem kamene (břidlice). Přípravy na stavbu byly zahájeny po rozhodnutí o zboření dřevěného kostela pro špatný stav v roce 1659. Stavba, podle projektu neznámého mistra z Vyškova a za vedení stavby olomouckého mistra Petra Schüllera, byla zahájena v roce 1662. Ukončení stavby není jednoznačné, předpokládá se buď rok 1666 nebo 1669 (byl vytesán v překladu hlavního vstupu). Stavbu finančně podpořil olomoucký biskup Karel z Lichtensteinu-Castelcorna. V roce 1795 byl kostel opravován a v období 1807–1808 přestavěn. Nové zasvěcení Povýšení svatého Kříže bylo provedeno 24. června 1808 světícím biskupem Aloisem Josefem hrabětem Kolovratem-Krakovským. V roce 1817 požár zničil nejen kostel, ale i sedm budov kolem kostela, faru, školu, dřevěnou věž kostela a v kostele se zřítila klenba kněžiště. Zedničtí mistři Josef Kusý a Antonín Scháfer ještě téhož roku vypracovali plány na obnovení kostela. Kostel byl opravován a zároveň byla postavena kamenná věž. V průběhu oprav kostel ještě asi dvakrát vyhořel, takže opravy se protahovaly až do roku 1837. K opravě finančně přispěl v roce 1833 olomoucký arcibiskup Maria Ferdinand hrabě Chotek.
Po ukončení druhé světové války začal vznikat v prostoru Libavé vojenský prostor. V roce 1950 k 1. červnu byla obec úředně zrušena. Kostel, který přestal sloužit církevním účelům, byl předán vojenskému útvaru 8129 Město Libavá a byl armádou využíván jako sklad. K tomu účelu byl prostor kostela rozdělen na dvě patra dřevěnou konstrukcí na zděných pilířích.
Zanedbávána údržba vedla k chátrání stavby natolik, že v roce 1997 se propadl krov a armáda uvažovala o zbourání kostela. Na záchranu kostela vznikla občanská iniciativa díky ní se kostel podařilo zachránit a získat prostředky na jeho záchranu. V roce 2002 byla zahájena oprava střechy. V roce 2004 kostel přešel do správy Újezdního úřadu vojenského újezdu Libavá a ten v roce 2005 zpřístupnil kostel veřejnosti. V roce 2006 byly zbourány přístavby sakristií. Nová obec Město Libavá vznikla 1. ledna 2016 a kostel Povýšení sv. Kříže byl armádou převeden na město.  V roce 2017 byl do věže kostela zavěšen zvon.

## Architektura

### Exteriér
Kostel je jednolodní zděná omítaná orientovaná stavba postavena na půdorysu obdélníku s odsazeným kněžištěm s půlkruhovým závěrem a předsazenou věží v západním průčelí. Po stranách kněžiště byly přístavky sakristií, v roce 2006 byla jižní zbourána. Fasády kostela jsou členěny lizénovými rámy a korunní římsou. Hranolová věž na půdorysu čtverce (11×11 m) je ukončena prolomenou jehlanovou střechou. Ve zvonovém patře na všech čtyřech stranách jsou sdružená okna a pod nimi hodinové ciferníky. Hodinový mechanizmus se dochoval v podobě torza. Byl vyroben v roce 1893 firmou Uhren-Fabrik, Freudenthal öst. Schlesien. Cimbálový mechanizmus pochází z roku 1791 a byl vyroben Františkem Xaverem Stankem. Vchod na schodiště věže vede přízemním přístavkem s pultovou střechou, který je u severní stěny věže. Hlavní vstup vede podvěžím. Na překladu vchodu byl vytesán letopočet 1669 a kříž.
Loď má obdélníkový půdorys (26×17 m) je krytá eternitovou sedlovou střechou s valbou (na východní straně) na nových krovech postavených v roce 2002. Ještě v roce 1833 byl na střeše sanktusník. Původní krytinou byla břidlice. Loď má čtyři okenní osy v lizénových rámech a korunní římsu. Okna jsou zakončena půlkruhovým záklenkem a nad nimi jsou menší kruhová okna, mimo prvního okna, které osvětluje kruchtu a je v úrovni kruhových oken. Jednoduchý kamenný portál bočního vchodu je umístěn ve třetí ose v obou podélných stěnách lodi.
Půlkruhový závěr kněžiště prosvětlují tři vysoká okna se segmentovým zakončením. V rámech zůstaly zbytky vitráží z konce 19. století, která jsou zvenčí chráněná novým zasklením v kovových rámech. Kněžiště má sedlovou střechu s půlkuželem nad závěrem. Nad prostředním oknem je tabulka s třířádkovým nápisem (chronogramem):
REX CHRISTE DOMINE / CRVCIFIXE SALVE / DEI GLORIA AETERNA (ukryt letopočet 1936).
Ke kněžišti na jižní straně byla v roce 1843 přistavěna nová sakristie o rozměrech 6 × 6 m s vloženým nárožním kamenem, na kterém byl letopočet výstavby sakristie 1843 a písmena A. M. D. G. (Ad maiorem Dei gloriam). Sakristie byla odbourána v roce 2006.

### Interiér
Vnitřek kostela byl zdobený mnoha řezbářskými pracemi, dominantní byly varhany na kruchtě. Výmalbu kostela provedl vídeňský malíř Christian Petersen v roce 1898. Loď má valenou klenbu příčně dělenou čtyřmi pasy. Mezi nimi jsou v iluzívních štukových zrcadlech nástěnné malby a vedle zrcadel další ornamentální štuková výzdoba. Stěny lodi jsou členěny pilastry.
Na severní straně kněžiště byla patrová sakristie, z níž vedly schody na kazatelnu a druhé schody do depozitáře v patře. Kněžiště má valenou klenbu s výsečemi. Ve štukovém zrcadle je freska znázorňující výjev Nalezení svatého Kříže. V lunetách jsou malby čtyř evangelistů. Mezi okny jsou vždy čtyři sdružené sloupy a polosloupy se zlacenými korintskými hlavicemi, které nesou přerušovaná kladí. Po stranách krajních oken místo sloupů jsou pilastry.
Kromě hlavního oltáře z roku 1714 zasvěcenému Povýšení svatého Kříže s obrazem Nalezení svatého Kříže a alabastrovými sochami byly boční oltáře po stranách vítězného oblouku. Na straně evangelijní byl boční oltář Matky Boží s obrazem Matky Boží Karmelské (Škapulířové), na epištolní straně byl boční oltář zasvěcený svatému Antonínu Padovskému. Na epištolní straně lodi byly ještě dva boční oltáře zasvěcené svaté Barboře a svatému Janu Nepomuckému.
V roce 1900 byly čtvercové dlaždice na podlaze nahrazeny velkými plotnami z bílého a namodralého mramoru a menšími břidlicovými úseky. Tato dlažba byla nahrazena betonovou podlahou. Část původní podlahy se dochovala v podvěží.
Na dvou zděných hranolových pilířích je nesená kruchta původně dvoupatrová. Její půdorys je konvexně prohnutý s dřevěným parapetem. Na kruchtu vede boční točité schodiště a z kruchty vede vstup do věže a po litinovém schodišti do patra věže, další jsou dřevěná. Podkruchtí je zaklenuto třemi valenými klenbami se styčnými lunetami.
Kruchta byla vyklizena a do prostoru lodi byla v roce 1950 vložena dřevěná konstrukce podepřena zděnými pilíři, která rozdělila prostor na dvě patra.
Varhany pořídil farář P. Johann Mükenröder, který působil v Městě Libavá v letech 1783–1790. Varhany měly dvě klaviatury a 21 mutací. Varhanní skříň má zprohýbaný půdorys, byla zdobená prořezávaným vegetabilním dekorem, ve vrcholu pak andílky a uprostřed dekorativní vázou. Záznamy popisují opravy varhan po požárech v roce 1783, provedl libavský varhanář Franz Schwarz, 1820, opravu provedl olomoucký varhanář Michal Oranský se svými tovaryši. V roce 1844 byly postaveny další nové varhany varhanářem Mořicem Hanačíkem ze Spálova. Varhany měly jeden manuál jeden pedál a osm registrů.

## Zvony
Záznamy o zvonech z roku 1771 uvádí šest zvonů, nejstarší z roku 1465.
|          | seznam z roku | rok | hmotnost | zasvěcení | nápisy | zvonař | |
| -------- | ------------- | --- | --- | --- | --- | --- | --- |
| 1.       | 1771          | 1465 | 9,5 centýře | | | | |
| 2.       | 1771, 1805    | 1505 | 9 centýřů | | Jesus, Maria, Joseph, Matheus, Marcus, Lucas                                                                                  | | |
| 3.       | 1771, 1805    | 1767 | 4 centýře a 22 liber | Neposkvrněné Početí P. Marie a sv. Florián                                                                                    | Dicata Virginae abs quo labe Matris Patrocinio Wolfgang Straub Olomutii 1767                                                  | Wolfgang Straub | |
| 4.       | 1771, 1805    | 1767 | 36 liber | sv. Jan Nepomucký a sv. Florián                                                                                               | | Wolfgang Straub | umíráček |
| 5.       | 1771          | | 2 centýře a 26 liber | sv. Jan a sv. Pavel | | | rok neznámý |
| 6.       | 1771, 1805    | 1767 | | sv. Barbora | Honori Sanctae Barbarae 1767                                                                                                  | snad Straub | sanktusník |
| 7.       | 1805          | 1793 | 9 centýřů a 28 liber | sv. Kříž a sv. Jan Nepomucký                                                                                                  | | Antonín Obletter | |
| Poznámka | Poznámka      | vídeňský centýř = 56,006 kg, na území českých zemí platný v letech 1764–1876, 120 liber byl jeden centýř (1 libra = 0,513 kg) | vídeňský centýř = 56,006 kg, na území českých zemí platný v letech 1764–1876, 120 liber byl jeden centýř (1 libra = 0,513 kg) | vídeňský centýř = 56,006 kg, na území českých zemí platný v letech 1764–1876, 120 liber byl jeden centýř (1 libra = 0,513 kg) | vídeňský centýř = 56,006 kg, na území českých zemí platný v letech 1764–1876, 120 liber byl jeden centýř (1 libra = 0,513 kg) | vídeňský centýř = 56,006 kg, na území českých zemí platný v letech 1764–1876, 120 liber byl jeden centýř (1 libra = 0,513 kg) | vídeňský centýř = 56,006 kg, na území českých zemí platný v letech 1764–1876, 120 liber byl jeden centýř (1 libra = 0,513 kg) |

Při požáru v roce 1817 se roztavily tři zvony. Pět nových zvonů pro Město Libavá světil 11. dubna 1821 olomoucký arcibiskup Rudolf Jan.
|    | rok  | hmotnost | průměr | zasvěcení                  | zvonař                               |                 |
| -- | ---- | -------- | ------ | -------------------------- | ------------------------------------ | --------------- |
| 1. | 1860 | 310 kg   | 82 cm  | Nejsvětější srdce Ježíšovo |                                      | rekvizice 1914? |
| 2  | 1898 | 630 kg   | 104 cm |                            |                                      | rekvizice 1914? |
| 3. | 1862 | 176 kg   | 66 cm  | sv. Florián                | Leopold František Stanke Olomouc     | rekvizice 1914? |
| 4. |      | 126 kg   | 53 cm  | sv. Barbora                | asi Leopold František Stanke Olomouc | rekvizice 1914? |
| 5. |      | 29 kg    | 38 cm  |                            |                                      |                 |

Poslední záznamy o zvonech jsou z roku 1940, které byly pořízeny před rekvizicí zvonů. V kostele bylo pět zvonů. Nejstarším byl menší zvon ulitý v roce 1862 ve zvonařské dílně Leopolda Františka Stankeho v Olomouci. Z dílny Leopolda Františka Stankeho byly ulity pravděpodobně dva zvony a jeden z nich byl rekvírován asi v roce 1914. Jde o zvon sv. Florián z roku 1862, průměr 66 cm, 176 kg nebo zvon sv. Barbora, průměr 53 cm, 126 kilogramů.
|    | rok  | hmotnost | průměr | zvonař                           |                                              | rekvizice |
| -- | ---- | -------- | ------ | -------------------------------- | -------------------------------------------- | --------- |
| 1. | 1862 | 176 kg   | 66 cm  | Leopold František Stanke Olomouc | Jeden ze zvonů uvedený v seznamu z roku 1914 | 1942      |
| 2. | 1897 |          |        | Vídeňské Nové Město              |                                              |           |
| 3. | 1898 | 548 kg   |        | Vídeňské Nové Město              |                                              |           |
| 4. | 1922 | 238 kg   | 77 cm  | Oktavián Winter, Broumov         |                                              | 1942      |
| 5. | 1922 | 65 kg    | 47 cm  | Oktavián Winter, Broumov         |                                              | 1942      |
| 6. | 1936 | 759 kg   | 107 cm | Rudolf Perner, České Budějovice  |                                              | 1942      |
| 7. | 1936 | 36 kg    | 40 cm  |                                  |                                              |           |

V roce 1947 měl kostel dva zvony v hodnotě 7 000 Kč. Nový zvon byl zavěšen v roce 2017.